# Постал
«Постал» (англ. Postal) — комедийный боевик 2007 года, снятый Уве Боллом в соавторстве с Заком Уордом, Дэйвом Фоли, Крисом Копполой, Джеки Тоном, Дж. К. Симмонсом, Верном Тройером, Ларри Томасом, Дэвидом Хаддлстоном и Сеймуром Касселем.
Как и большинство предыдущих фильмов Болла, «Постал» является экранизацией видеоигры, в данном случае «Postal», хотя этот фильм в большей степени основан на сиквеле видеоигры, «Postal 2». Как и предыдущие фильмы Болла, фильм был провален критиками и коммерчески, собрав менее 1 % от своего бюджета.
Вскоре после выхода фильма Болл заявил, что он, скорее всего, снимет «Постал 2», даже если он будет снят на видео. В интервью 2012 года Винс Дези сказал, что они «в настоящее время ведут переговоры относительно еще одного фильма». 28 августа 2013 года Болл объявил о финансировании производства Postal 2 через Kickstarter. Проект был отменен 5 октября из-за отсутствия финансирования.

## Сюжет
Фильм начинается с пролога, в котором Асиф и Наби, вымышленные два угонщика рейса 11 во время терактов 11 сентября, обсуждают, сколько девственниц они получат в награду за совершение теракта. После долгих дебатов они решают позвонить Усаме бен Ладену, своему лидеру, чтобы узнать точное количество. Усама говорит им, что «девственниц на всех не хватит», и, услышав это, двое угонщиков в ужасе отказываются от атаки и с радостью меняют маршрут полета на Багамы. В этот момент, однако, пассажиры самолета врываются в кабину пилотов и пытаются захватить самолет (это было основано на том, что произошло с рейсом 93, одним из других захваченных самолетов во время 11 сентября). В ходе борьбы террористы пытаются образумить пассажиров, но безуспешно, и в конце концов самолет по неосторожности влетает в Северную башню Всемирного торгового центра.
Пять лет спустя в городке Парадиз, штат Аризона (в реальной жизни — город-призрак), где непостоянный Чувак, после того как его высмеяли на собеседовании, выгнали из местного бюро по безработице и узнали, что его страдающая ожирением жена изменяет ему с разными тощими горожанами, более чем немного зол и отчаянно пытается раздобыть достаточно денег, чтобы наконец покинуть свой тупиковый городок. Он решает объединиться со своим дядей Дэйвом, неряшливым мошенником и лидером культа конца света, который задолжал правительству США более миллиона долларов в виде неуплаченных налогов. С помощью правой руки дяди Дэйва Ричи и целой армии большегрудых, одетых в откровенные наряды членов культа, Чувак придумывает план, как перехватить партию из 2000 кукол Кротчи, редких и востребованных плюшевых игрушек, похожих на гигантскую мошонку. Дядя Дэйв планирует продать их через Интернет, где их цена достигла 4 000 долларов за куклу.
Не зная об этом, Усама бен Ладен и его группа террористов Аль-Каиды, которые тайно скрывались в Раю после терактов 11 сентября под бдительным оком лучшего друга бен Ладена президента Джорджа Буша, охотятся за той же партией, но по совершенно другим причинам. Надеясь превзойти катастрофу 11 сентября, они планируют заразить кукол птичьим гриппом и раздать их ничего не подозревающим американским детям. Две группы встречаются в месте назначения груза — немецком тематическом парке развлечений под названием «Маленькая Германия». Драка между создателем Postal Винсом Дези и директором Postal и владельцем парка Уве Боллом (которая заканчивается тем, что Болл получает пулю в гениталии и признается: «Я ненавижу видеоигры»), приводит к массовой перестрелке между сектой, террористами и полицией, в результате которой гибнут десятки невинных детей. Чуваку и секте удается скрыться и с грузом, и с гостем дня открытия парка Верном Тройером, которого преследуют Аль-Каида, полиция и толпа разъяренных горожан.
Вернувшись в свой комплекс, который был захвачен террористами, Чувак, дядя Дэйв и остальные тайно пробираются в подземный бункер комплекса, где Ричи сообщает, что теперь он должен исполнить пророчество, предсказанное в вымышленной Библии дяди Дэйва: привести к вымиранию человеческой расы. Согласно Библии дяди Дэйва, событием, которое положит начало апокалипсису, станет изнасилование «крошечной артистки» тысячей обезьян. После того, как Верна Тройера быстро бросают в яму с шимпанзе, Ричи стреляет и убивает дядю Дэйва, а затем сажает в тюрьму Чувака. Чуваку удается сбежать из лагеря с большим количеством оружия, решив вести войну в одиночку против Аль-Каиды, убийцы своего дяди, своей неверной жены, полиции и многих людей, которые хотят его смерти. По дороге в трейлер (где он планирует взорвать свою супругу) он встречает привлекательную молодую баристу Фэйт, которая объединяется с ним после взрывоопасной перестрелки, сопровождаемой искренним, но бесполезным монологом Чувака о войне. Вдвоем они убивают всех террористов, всех кровожадных жителей города, остатки обезумевшего культа, его жену и ее многочисленных любовников. В разгар перестрелки бин Ладен получает ранение, но убегает к телефону-автомату, где зовет Буша на помощь. Буш посылает вертолет, чтобы спасти его, и планирует их встречу.
Выиграв свою войну, Чувак, его собака Чемп и бариста уезжают на угнанной полицейской машине. Случайно включив радио, они узнают, что Буш возложил вину за перестрелки и взрывы этого дня на Китай и Индию и «вынужден уничтожить обе страны ядерным оружием». Затем Соединенные Штаты запускают по тридцать ядерных ракет на Китай и Индию. В ответ Китай и Индия запускают по тридцать ядерных ракет в сторону Америки, причем все ракеты должны были поразить свои цели менее чем за две минуты.
В финале фильма Буш и бен Ладен скачут по полю рука об руку. Когда на горизонте появляются грибовидные облака, бен Ладен смеется и говорит: «Джорджи, я думаю, это начало прекрасной дружбы». В этот момент все ядерные ракеты попадают в цель, и страна, а возможно, и весь мир уничтожаются.

## В ролях
| Актёр            | Роль                           |
| ---------------- | ------------------------------ |
| Зак Уорд         | Чувак                          |
| Дэйв Фоули       | дядя Дэйв Кларк                |
| Крис Коппола     | Ричард                         |
| Верн Тройер      | Гэри Коулман                   |
| Майкл Бенэйр     | террорист Мохаммед             |
| Ральф Мёллер     | Офицер Джон                    |
| Майкл Парэ       | Бандит                         |
| Рик Хоффман      | Мистер Близер                  |
| Уве Болл         | Директор Нацистского Парка     |
| Дж.К. Симмонс    | кандидат Уэллс                 |
| Эрик Авари       | Хабиб                          |
| Майкл Эклунд     | Человек, устроивший бойню      |
| Михаэлла Манн    | Дженни                         |
| Ларри Томас      | Осама бен Ладен                |
| Брент Менденхолл | Президент США Джордж Уокер Буш |
| Винс Дезидерио   | В роли самого себя             |
| Майк Допуд       | коп                            |

## Съёмки
По словам Уве Болла, немецкий фан-клуб игры Postal связался с ним, предложив возможность адаптации игры в фильм. Заинтригованный замыслом игры и вопиющей политической некорректностью, Болл связался с президентом компании Running with Scissors Винсом Дезидерио, который продал ему права на фильм при условии, что он будет участвовать в написании сценария и постановке. Предположительно, Дезидерио и режиссер Postal 2 Стив Вик предложили гораздо более мрачную и темную версию истории Postal, но Болл отверг ее, намереваясь превратить фильм в комедию, чтобы использовать его в качестве платформы для политической сатиры и «мести» людям, которые протестовали против его фильмов. В итоге Болл написал сценарий с помощником режиссера Брайаном К. Найтом, который работал над всеми предыдущими адаптациями видеоигр Болла. В интервью для книги Натана Рабина «Мой год провалов» Дэйв Фоли сказал, что Болл действительно хотел сделать серьезное заявление о том, как культ героизма окружал людей, убитых во время терактов 11 сентября, и что он и Болл согласны с тем, что, став жертвой терроризма, люди становятся жертвами, а не героями. Фоули добавил, что он пытался отговорить Болла от включения в фильм пресловутой сцены 11 сентября, которая открывает фильм, где два угонщика Аль-Каиды планируют отменить атаку, когда Усама бен Ладен сообщает им, что они не получат и близко 72 девственниц за свои услуги, только для того, чтобы пассажиры ворвались в кабину и случайно влетели на самолете во Всемирный торговый центр, потому что фильм не имел бы шансов появиться на многих (или вообще на любых) экранах в США.
Съёмки фильма проходили с 13 сентября по 30 октября 2006 года в Ванкувере.

## Название
Название фильма заимствовано из игр, по мотивам которых он снят. В свою очередь, Postal является прямым отсылом к американской идиоме Going postal, возникшей после целой серии массовых убийств почтовыми работниками своих сослуживцев в период с 1986 по 1997 год, первым из которых стал Патрик Шеррилл (20 августа 1986 года расстрелявший 14 сослуживцев и покончивший жизнь самоубийством).

## Озвучка на русский язык
Российский писатель, публицист и переводчик Дмитрий Пучков «Goblin» озвучил данный фильм, хотя и не лучшего мнения о нем.
«Несмотря на сугубо предвзятое отношение и запредельную тупизну, фильм смешной. При чем смешной даже для многих из тех, кто остро ненавидит Уве Болла. Фильм оказался настолько необычным для Уве, что я его даже перевел.» — Дмитрий Пучков о фильме «Постал»

## Саундтрек
1. Intro: Paradise Sucks
2. Jihad Killaz
3. The Magic Sound
4. Theme From «Postal»
5. Come Alive
6. My World
7. Oh Texas
8. Ride On My Rocket
9. Peace, Love And Harmony
10. Superman
11. Fly So High
12. American Patriot
13. Smooth Lounge
14. Aircastle
15. Little Germany
16. Ground Zero
17. Goodbye
18. Hideout
19. The Decision
20. The Battle

## Релиз

### Кассовые сборы

#### Мировые сборы
Премьера 114-минутной режиссерской версии фильма «Постал» состоялась на монреальском фестивале «Фантазия» 21 июля 2007 года. Фильм прошел еще несколько американских и европейских кинофестивалей, после чего 18 октября вышел в ограниченный прокат в Германии. Фильм занял 27-е место в немецком прокате, собрав $79 353 с 48 экранов и заработав $142 761 за весь прокат. В Италии фильм вышел в прокат через две недели и собрал $3 980. По состоянию на 31 августа 2008 года фильм собрал в мировом прокате 146 741 доллар.

#### Северная Америка
Несмотря на заявление Болла о том, что «Постал» выйдет в широкий прокат 12 октября 2007 года, его выход был отложен до 23 мая 2008 года. Кроме того, 16 мая театральные дистрибьюторы отказались от сделки по широкому прокату на 1500 экранов в пользу ограниченного релиза всего на четыре экрана. Болл сказал об этом изменении: «Театральные дистрибьюторы бойкотируют „Постал“ из-за его политического содержания. Мы были готовы открыть 1500 экранов по всей Америке 23 мая. В любом мультиплексе в США должно быть место для нас, но они боятся… Мы даже пытались купить несколько экранов в Нью-Йорке и Лос-Анджелесе, но они не дают нам даже арендовать кинотеатры! Я призываю независимых кинопрокатчиков связаться с нами и забронировать фильм! Зрители ждали этот фильм, и я не думаю, что кинопрокатчики должны цензурировать то, что показывают в американских кинотеатрах».
20 мая количество экранов увеличилось до 12. К моменту релиза оно выросло до 21.
Фильм «Постал» вышел на следующий день после «Индианы Джонса и Королевства хрустального черепа», что привело к появлению видеорекламы от Болла, который в шутку утверждал, что его фильм «уничтожит» другой фильм в прокате. В Интернете было сделано несколько промороликов с участием Тройера в костюме Индианы Джонса, провозглашающих превосходство «Постала».

#### Домашние носители
Фильм «Постал» вышел на североамериканском DVD 26 августа 2008 года в версиях 102 минуты без рейтинга и 100 минут с рейтингом, а также на Blu-ray в версии 102 минуты без рейтинга. Обе версии содержат трейлер фильма, рекламный ролик с участием Верна Тройера в роли Индианы Джонса, видеоролик о съемках сцены в Маленькой Германии, кадры печально известных боксерских матчей Болла «Raging Boll» и аудиокомментарий Болла. Некоторые издания поставляются с полной версией Postal 2 (издание Share the Pain) на бонусном диске.
118-минутная режиссерская версия была выпущена 26 сентября 2008 года в Германии. Североамериканский релиз на Blu-ray был запланирован на 25 ноября 2008 года, а на DVD — на 6 января 2009 года, но оба релиза были отложены на неопределенный срок. Режиссерская версия переснята с оригинального соотношения сторон 1,85:1 на 2,35:1. С момента выхода Postal III, диск с фильмом поставлялся в подарочном издании.
Фильм также был выпущен в Австралии в виде 89-минутной версии без специальных возможностей с рейтингом MA15+.

## Критический прием
Хоть фильм и получил в основном негативные отзывы, многие зрители и критики называли «Постал» лучшей работой Уве Болла. На сайте Rotten Tomatoes фильм имеет рейтинг одобрения 9 % на основе 46 рецензий со средней оценкой 3,6/10. Консенсус критиков сайта гласит: «Попытка политической сатиры, которой не хватает остроумия или актуальности, „Постал“, тем не менее, является одним из самых успешных фильмов Уве Болла — чего бы это ни стоило.» На Metacritic фильм получил средневзвешенный балл 22 из 100 на основе 11 критиков, что указывает на «в целом неблагоприятные отзывы».
Джереми Нокс из Film Threat поставил фильму 3 из 5 звезд и заявил: «Это настолько безумно веселый аттракцион, что большинство его недостатков можно простить.» Питер Хартлауб из San Francisco Chronicle поставил фильму 2. 5 из 5 звезд и заявил: «Не только не ужасен, но и иногда приятен.» Натан Рабин из AV Club поставил фильму 2 из 5 звезд и заявил: «Провокация на первом месте, оскорбление на втором, рекламный трюк на третьем, а фильм на четвертом». Деннис Харви из Variety поставил фильму 2 из 5 звезд и заявил: «Это упражнение на все случаи жизни не скучное — просто хотелось бы, чтобы возмущение было более последовательно смешным».
Мейтланд МакДонах из TV Guide поставил фильму 2 из 5 звезд и заявил: «Остроумные штрихи Постала теряются в летающих частях тела, отвратительных гэгах и полном фронтальном зрелище уже не частных частей Фоли.» Майкл Харрис из The Globe And Mail поставил фильму 1 звезду из 5 и заявил: «Болл дает нам скучное избиение по голове.» Кайл Смит из New York Post поставил фильму 1 звезду из 5 и заявил: «Наконец-то: Уве Болл сделал свой первый намеренно смешной фильм.» Аарон Хиллис из The Village Voice поставил фильму 1 из 5 звезд и заявил: «Умудряется быть настолько же беззубым, насколько он (Болл) безвкусным. Плохо поставленный, глухой по тону и бессмысленный (но все же лучший фильм Болла!)». Натан Ли из The New York Times поставил фильму 0,5 из 5 звезд и заявил: «Инфантильный, непочтительный и хамский до предела, Postal взрывается плохим отношением и паршивой режиссурой.» Элизабет Вайцман из Daily News поставила фильму 0 из 5 звезд и заявила: «Если раньше фильмы Болла были забавно отвратительными, то Постал настолько агрессивно безвкусен и заведомо идиотский, что веселиться просто невозможно.»

## Награды
Фильм был номинирован на три премии «Золотая малина»: «Худший актер второго плана» (Болл в роли самого себя), «Худший актер второго плана» (Тройер в роли самого себя) и «Худший режиссер» (Болл). В итоге фильм победил в номинации «Худший режиссер».
Несмотря на осуждение критиков, «Постал» получил две награды на Международном кинофестивале в Хобокене: «Лучший режиссер» и главный приз фестиваля «Лучший фильм фестиваля».